# SMS Cormoran (1909)
Pour les autres navires du même nom, voir SMS Cormoran.

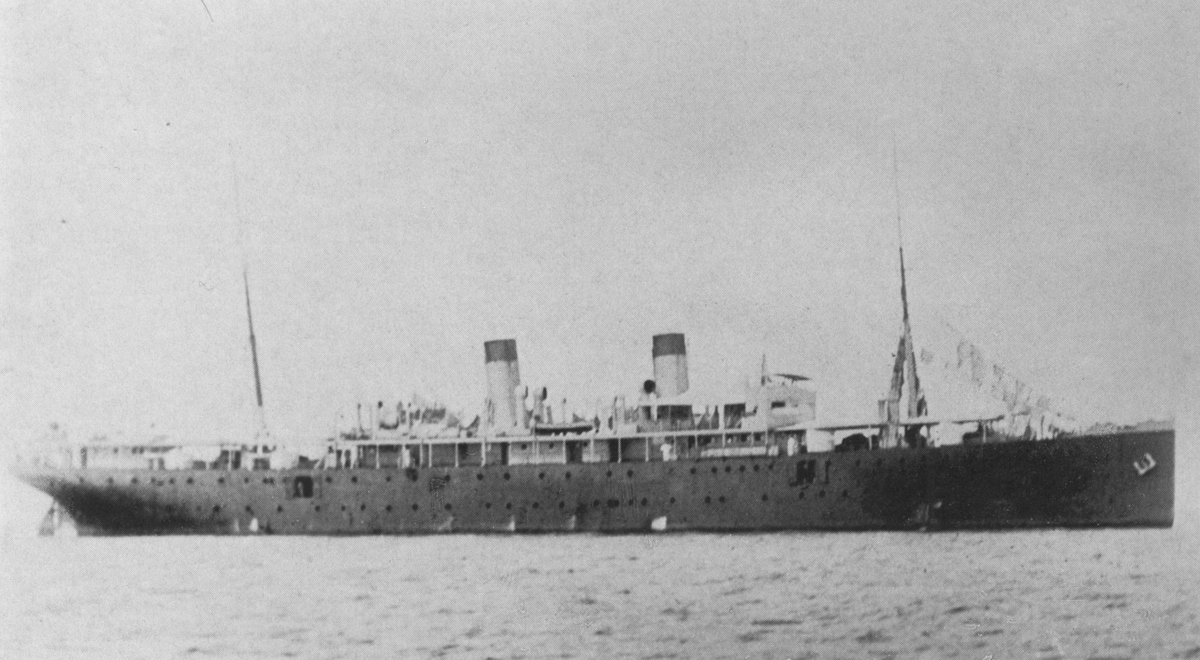
Photographie du SMS Cormoran, ex-Riazan

Le SMS Cormoran est un croiseur auxiliaire qui fut d'abord un navire russe, puis un bateau de guerre de la marine impériale allemande. Il a été mis à l'eau en novembre 1909 et sabordé par les Allemands le 7 avril 1917 à Guam. Il ne doit pas être confondu avec le SMS Cormoran, croiseur léger lancé en 1892 pour les missions d'outremer et appartenant à la classe Bussard.

## Biographie
La marine marchande russe commande ce bateau aux chantiers allemands Ferdinand Schichau d'Elbing et mis à l'eau à Dantzig en novembre 1909. Baptisé SS Riazan, comme la ville, il sert de navire de passagers, de cargo et de bateau postal et fait la liaison entre les ports de la mer Noire et les côtes du Pacifique nord.
C'est la première prise de guerre du SMS Emden au début de la guerre, le 4 août 1914. En effet, ce jour-là, le croiseur allemand le capture dans le détroit de Corée et le mène jusqu'à la concession allemande de Tsingtau en mer Jaune. Les canonnières allemandes qui s'y trouvent, la SMS Iltis et la SMS Vaterland, lui donnent une grande partie de leurs équipages, transformant ainsi le navire en croiseur auxiliaire, sous le commandement du korvettenkapitän Adalbert Zuckschwerdt. Le navire est rebaptisé Cormoran.
Il quitte Tsingtau le 10 août, escorté du torpilleur S 90, pour croiser dans les eaux japonaises et chinoises, semant les bateaux des Alliés. Il rejoint l'atoll de Majuro dans les îles Marshall (colonie allemande), avec deux transporteurs de charbon, et se joint à l'escadre allemande d'Extrême-Orient, grossie du SMS Prinz Eitel Friedrich, navire civil transformé aussi récemment à Tsingtau en croiseur de la Kaiserliche Marine. La flottille de croiseurs reçoit l'ordre du chef de l'escadre, le vice-amiral von Spee, de se diriger vers l'Australie, le 27 août. Les deux croiseurs partent donc pour la Nouvelle-Guinée allemande et l'archipel Bismarck, mais le manque de charbon pose problème. Il faut donc se ravitailler dans les ports coloniaux allemands, ainsi le Cormoran atteint Alexishafen, le 23 septembre, pour attendre un bateau-charbonnier. Le 24 septembre 1914, il évacue la petite garnison allemande de Madang avant l'arrivée des troupes australiennes, et réussit à échapper à la flotte australienne[réf. nécessaire]. Il est à Yap, le 30 septembre, pour prendre à son bord l'équipage du SMS Planet (en). Cependant le navire ne parvient pas à faire des prises de guerre et à s'approvisionner en charbon. Il traverse les îles Carolines, le 12 décembre et arrive au large de Guam, le 14, toujours à la recherche de charbon. Guam est alors une colonie des États-Unis, encore neutres à cette date du conflit mondial. N'ayant pas la possibilité d'aller plus loin, car il n'a plus que cinquante tonnes de charbon dans ses soutes, le commandement de bord n'a d'autre solution que de se laisser arrêter par les autorités américaines, et le Cormoran mouille à Apra Harbor.

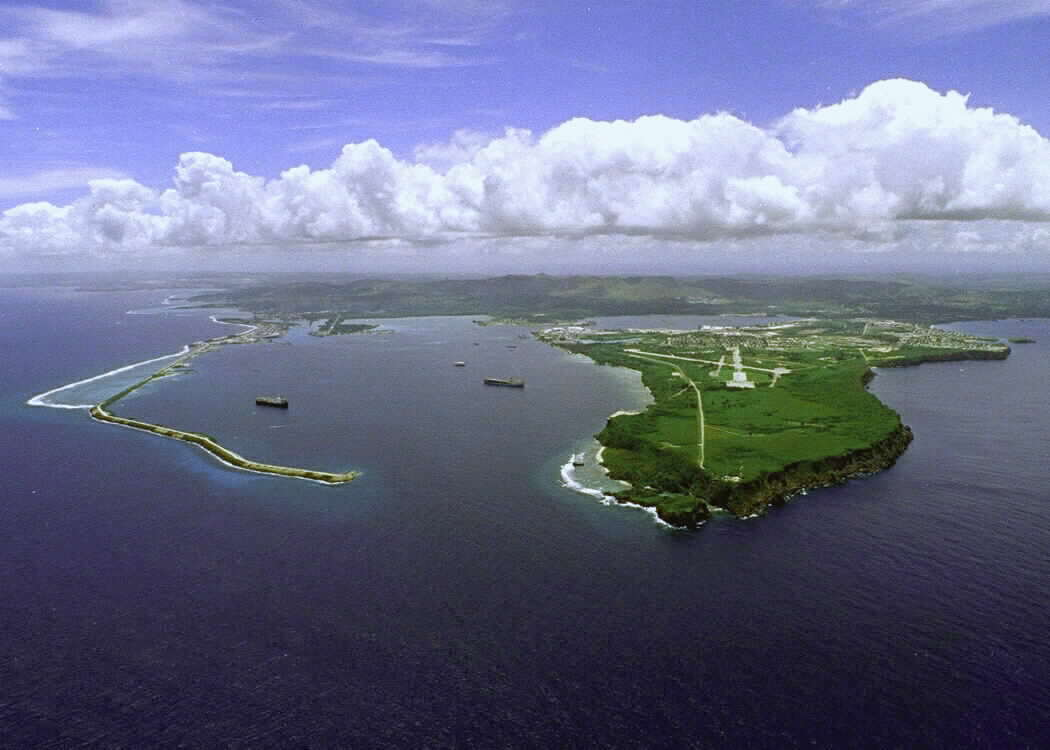
Vue d'Apra Harbor aujourd'hui

Lorsque les États-Unis entrent en guerre, le 7 avril 1917, la guerre sous-marine fait rage et les autorités américaines militaires locales décident de se saisir immédiatement du navire. L'équipage n'a que quatre minutes pour le quitter, car les bateaux américains arrivent. Le capitaine Zuckschwerdt donne l'ordre de le saborder. Les Américains ouvrent le feu, neuf hommes de l'équipage du Cormoran sont tués. C'est le premier navire ennemi à avoir été touché par les Américains pendant la Première Guerre mondiale.
L'équipage allemand est envoyé dans deux camps de prisonniers aux États-Unis, jusqu'en 1919. La cloche du Cormoran est exposée actuellement au musée naval d'Annapolis.